# Vellitor
Vellitor – rodzaj ryb skorpenokształtnych z rodziny głowaczowatych.

## Klasyfikacja
Gatunki zaliczane do tego rodzaju:
- Vellitor centropomus
- Vellitor minutus